# کیریوشچزنا
کیریوشچزنا (به لهستانی:  Kirejewszczyzna) یک روستا در لهستان است که در گمینا دانبرووا بیاووستوتسکا واقع شده‌است.